# Родерсдорф
Родерсдорф (нім. Rodersdorf) — громада  в Швейцарії в кантоні Золотурн, округ Дорнек.

## Географія
Громада розташована на відстані близько 60 км на північ від Берна, 31 км на північ від Золотурна.
Родерсдорф має площу 5,4 км², з яких на 14,3% дозволяється будівництво (житлове та будівництво доріг), 54,7% використовуються в сільськогосподарських цілях, 30,8% зайнято лісами, 0,2% не є продуктивними (річки, льодовики або гори).

## Демографія
2019 року в громаді мешкало 1336 осіб (+2,4% порівняно з 2010 роком), іноземців було 10,9%. Густота населення становила 250 осіб/км².
За віковим діапазоном населення розподілялося таким чином: 19,8% — особи молодші 20 років, 54% — особи у віці 20—64 років, 26,3% — особи у віці 65 років та старші. Було 546 помешкань (у середньому 2,4 особи в помешканні).
Із загальної кількості 183 працюючих 37 було зайнятих в первинному секторі, 32 — в обробній промисловості, 114 — в галузі послуг.